# Leif Rohlin
Leif Johan Rohlin, född 26 februari 1968, är en svensk före detta ishockeyspelare. Olympisk guldmedaljör i ishockey i OS i Lillehammer 1994.
Leif Rohlin jobbar idag som platschef hos Veterankraft i Västerås.

## Meriter
- OS-guld 1994
- VM-silver 1995
- VM-brons 2001

### Klubbar
- Västerås IK
- Vancouver Canucks
- HC Ambrì-Piotta
- Djurgårdens IF
- Södertälje SK